# Chicoreus
Chicoreus är ett släkte av snäckor. Chicoreus ingår i familjen purpursnäckor.

## Undersläkten
Ibland fördelas de ingående arterna på 4 undersläkten:
- Chicopinnatus
- Chicoreus
- Rhizophorimurex
- Triplex

## Lista över arter (urval)
- Chicoreus asianus - Kuroda 1942
- Chicoreus austramosus - Vokes 1978
- Chicoreus bundharmai - Houart 1992
- Chicoreus axicornis - Lamarck 1822
- Chicoreus banksii - G. B. Sowerby II, 1841
- Chicoreus brevifrons - Lamarck 1822
- Chicoreus brunneus- Link 1807
- Chicoreus capucinus - Lamarck 1822
- Chicoreus cornucervi - Röding 1798
- Chicoreus cnissodus - Euthyme 1889
- Chicoreus corrugatus - Sowerby 1841
- Chicoreus damicornis - Hedley 1903
- Chicoreus florifer - Reeve 1846
- Chicoreus longicornis - Dunker 1864
- Chicoreus mergus - Vokes 1974
- Chicoreus miyokoae - Kosuge 1979
- Chicoreus nobilis - Shikama 1977
- Chicoreus ramosus - Linnaeus 1758
- Chicoreus ryosukei - Shikama 1978
- Chicoreus rossiteri - Crosse 1872
- Chicoreus trivialis - Adams 1834
- Chicoreus varius - Sowerby 1834

## Bildgalleri

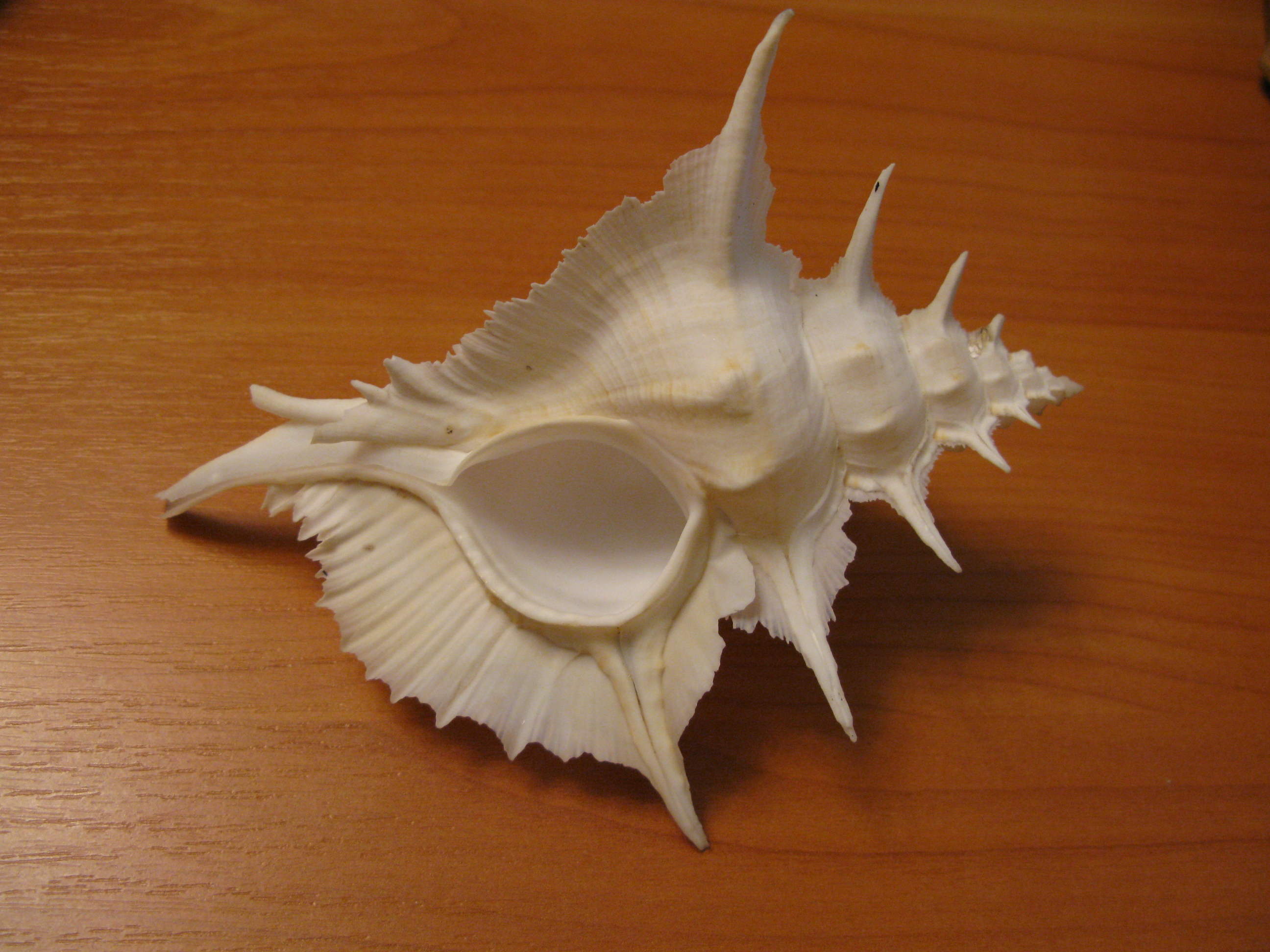
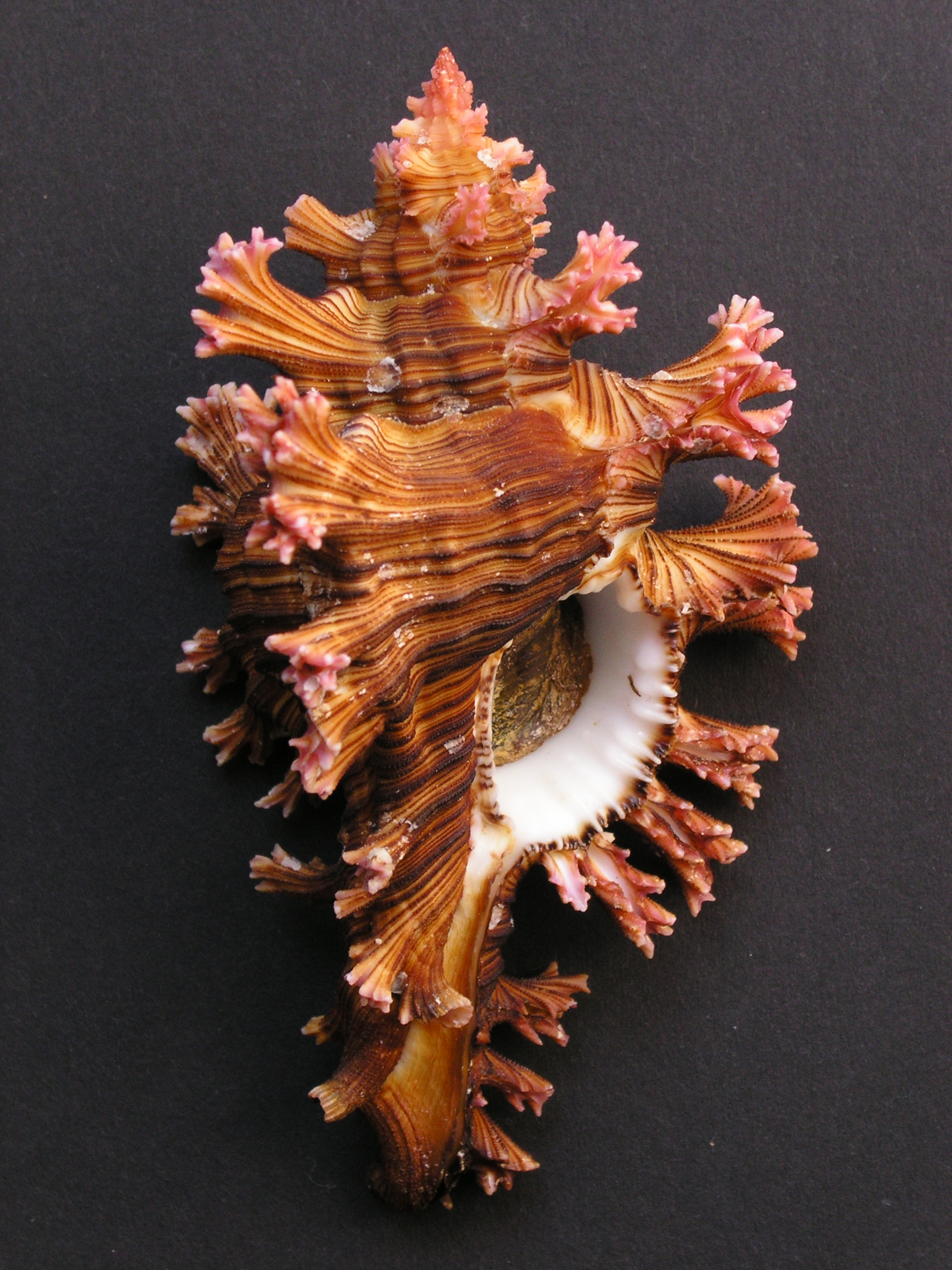